# Hans-Jörg Kirstaedter
Hans-Jörg Kirstaedter (* 23. Februar 1936; † 21. Oktober 2012 in Berlin) war ein deutscher Mediziner.

## Leben
Hans-Jörg Kirstaedter wurde nach seinem Medizinstudium im Jahr 1961 an der Freien Universität Berlin promoviert. 1972 habilitierte er sich dort mit einer onkologischen Arbeit. Als Professor für Innere Medizin war er an der FU Berlin tätig und leitete viele Jahre lang die Klinik für Innere Medizin am Vivantes-Klinikum Berlin-Spandau.
1992 wurde er als Gutachter der Krebserkrankung Erich Honeckers bei dessen Haftprüfung herangezogen.
Nach der Gründung des Berliner Tumorzentrums war Kirstaedter stellvertretender Vorsitzender des regionalen Tumorzentrums Spandau e.V.

## Veröffentlichung
- Ein Beitrag zur Diagnose und Differentialdiagnose der Tumoren der Beckenknochen : Unter besonderer Berücksichtigung der primären Knochentumoren (Diss.), Berlin 1961